# Mister Terrific
Mister Terrific est le nom de deux super-héros de l'univers DC.
Le héros original de l'âge d'or, Terry Sloane, était un millionnaire doté d'une mémoire photographique et de capacités athlétiques qui est devenu un super-héros après avoir sauvé une femme du suicide. Il a fondé le « Fair Play Club » pour lutter contre la délinquance juvénile et était membre de la Société de justice d'Amérique . Il a été tué dans une histoire de 1979.
Le deuxième Mister Terrific a fait ses débuts en 1997. Michael Holt a été inspiré par l'histoire de Sloane. Également très compétent et intelligent, Holt a inventé la T-Sphere, un appareil polyvalent contrôlé par son masque et ses écouteurs. Il a servi dans la Société de justice d'Amérique et a eu droit à sa série courte. Le concept de « Mister Terrific » a également été adapté dans d’autres versions et scénarios.
Edi Gathegi jouera Michael Holt / Mister Terrific dans le film Superman du DC Universe (DCU).

## Versions

### Terry Sloane
Le Mister Terrific de l'Âge d'or était Terry Sloane, un millionnaire autodidacte dont la mémoire photographique, les compétences athlétiques de niveau olympique et la maîtrise des arts martiaux ont fait de lui un polymathe . Le personnage est apparu pour la première fois dans Sensation Comics #1 (janvier 1942).
Après avoir obtenu son diplôme universitaire à l’âge de 13 ans, il est finalement devenu un chef d’entreprise renommé dans la communauté. Ayant accompli tous ses objectifs personnels, il sent qu’il n’a plus de défis à relever, ce qui lui donne des tendances suicidaires. Cependant, en voyant une jeune femme sauter d'un pont, Sloane a réagi rapidement et a sauvé la femme, Wanda Wilson. Sloane a aidé le frère de Wanda, qui avait été enrôlé dans un gang, en adoptant une identité de super-héros : le personnage de Mister Terrific. Cela lui a procuré ce qui lui manquait, un sentiment d’accomplissement. Il a ensuite créé le « Fair Play Club » pour enrayer la délinquance juvénile croissante. Il est également devenu un membre actif de la Justice Society of America jusqu'à ce que l'équipe soit dissoute lorsque le HUAC leur a ordonné de révéler leurs identités secrètes ou de se dissoudre. Finalement, ils ont choisi la seconde option pour se protéger, ainsi que leurs familles, de représailles potentielles de ceux qu’ils avaient combattus par le passé si leur identité était révélée. Après la dissolution de la JSA, comme plusieurs autres membres, M. Terrific prend sa retraite.
Des années plus tard, Sloane sort de sa retraite et rejoint la Société de justice d'Amérique réformée. Alors qu'il assiste à leur réunion annuelle avec la Justice League of America, il est tué par son vieil ennemi le Spirit King, qui a pris possession du corps de Jay Garrick pour infiltrer le siège satellite de la JLA.

### Michael Holt
En 1997, le titre de Mister Terrific a été transmis à Michael Holt, un homme tout aussi talentueux qui détient cinq ceintures noires, a remporté le décathlon olympique et est titulaire de nombreux diplômes et doctorats dans un large éventail de domaines. Alors qu'il pense au suicide après la mort accidentelle de sa femme et de son enfant à naître, il rencontre le Spectre, qui lui parle de Terry Sloane. Inspiré par l'histoire de la vie de Sloane, il prend le nom de « Mister Terrific »  et rejoint plus tard l'actuelle Justice Society of America, dont il devient finalement le président. Il est l'inventeur de la T-Sphere, un appareil miniature doté d'une intelligence artificielle qu'il contrôle avec son masque et ses écouteurs. La T-Sphere peut voler, créer des images holographiques, projeter des faisceaux de lumière, libérer des charges électriques, pirater des ordinateurs et des satellites GPS, et masque constamment Holt contre la détection et l'enregistrement de son image par tous les moyens technologiques non organiques, le rendant pratiquement invisible à tout sauf à la vue humaine. Dans le passé, il les a utilisés à des fins de reconnaissance, d'infiltration, d'espionnage et de récupération et de stockage d'informations, chargeant souvent ses T-Spheres d'effectuer plusieurs tâches à la fois pour effectuer différentes tâches. Il peut également utiliser ses T-Spheres de manière offensive comme projectiles et a déclaré comme menace pour un adversaire qu'il peut les accélérer instantanément à 14 miles par seconde (50 400 miles par heure) donc quand il les frappe, cela provoquerait une énorme libération d'énergie, transformant environ 70 % de leur être corporel en plasma surchauffé et liquéfiant le reste. On ne sait pas si cette option a déjà été testée ou s'il s'agissait simplement d'un bluff, mais étant donné que son adversaire n'était pas réel, et encore moins vivant, M. Terrific n'aurait eu aucune difficulté morale à utiliser cette option si cela s'était produit. Lorsqu'il est en costume, M. Terrific a pas moins de trois T-Spheres en orbite autour de son corps à tout moment et en a eu jusqu'à dix. Il est également considéré comme le troisième homme le plus intelligent du monde.
Holt a servi comme Roi Blanc dans le Checkmate restructuré, mais a finalement repris ses fonctions à plein temps au sein de la JSA. Cependant, Holt a apparemment été tué dans Justice Society of America #30/31 (août/septembre 2009), mais est revenu à la vie peu de temps après.
En 2011, Holt est devenu le personnage principal de sa propre bande dessinée Mister Terrific, dans le cadre de The New 52, mais ce fut une courte série, se terminant en 2012 après huit numéros. Il est depuis apparu dans le livre DC Earth 2 après l'annulation de sa série, aux côtés de la nouvelle incarnation de Terry Sloane.

### Autre
- Dans Kingdom Come, Alex Ross déccrit un Mister Terrific avec des armes surdimensionnées, des épaulettes et d'autres accessoires militaires. Il porte le logo « Fair Play », mais ne monte guère d'idée de sa signification véritable et originale.
- Une autre version a été représentée dans JSA: The Liberty File et sa suite JSA: The Unholy Three . Ici, Terry Sloane est dépeint comme un agent de renseignement de la Seconde Guerre mondiale transféré à des tâches de bureau, jusqu'à la mort prématurée de sa fiancée par la version de l' épouvantail de l'histoire. Il a été vu portant une variante du costume classique « Fair Play » et utilisant une rapière .

## Personnages similaires
- Dans le chapitre de la mini-série JSA All-Stars consacré à Mister Terrific, le frère de Terry, Ned, apparaît à un bal costumé vêtu d'un costume anti-Mister Terrific, se faisant appeler Docteur Nil, afin d'énerver son frère .
- Dans Villains United #5, un nouveau méchant se faisant appeler Mister Terrible apparaît au sein de l'armée criminelle de Deathstroke, portant une variante du costume de Mister Terrific de Holt.

## Dans d'autres médias

### Télévision
- L'incarnation de Terry Sloane de Mister Terrific fait une apparition non parlante dans l'épisode en deux parties de Smallville « Justice Absolue ».
- L'incarnation de Michael Holt de Mister Terrific apparaît dans La Ligue des justiciers, doublée par Michael Beach .
- L'incarnation de Terry Sloane de Mister Terrific apparaît dans l'épisode « Crisis: 22,300 Miles Above Earth! » de Batman : L'Alliance des héros .
- Michael Holt apparaît dans l'épisode « Hunted » de Beware the Batman, exprimé par Gary Anthony Williams .
- Un personnage basé sur Michael Holt / Mister Terrific nommé Curtis Holt apparaît dans Arrow, interprété par Echo Kellum[4],[5].
- Michael Holt / Mister Terrific apparaît dans La Ligue des justiciers : Action, avec la voix de Hannibal Buress[6].
- Un personnage sans rapport avec le sujet était le héros de la série éphémère de CBS Mr. Terrific (1967). Stephen Strimpnell incarne Stanley Beamish, un mécanicien automobile et un faible de 45 kilos. Une agence gouvernementale, « Le Bureau des Projets Secrets », a découvert une formule de « pilule de puissance » qui, malheureusement, ne fonctionne que sur Stanley. Il est recruté pour être un super-héros occasionnel et reçoit trois pilules par mission : une, valable une heure, plus deux « boosters » de dix minutes. L'humour de la série tourne généralement autour de la panne des pouvoirs de Stanley au pire moment possible.

### Film
- Une incarnation de la réalité alternative de Michael Holt / Mister Terrific nommée Mister Horrific fait une apparition non parlante dans La Ligue des justiciers : Conflit sur les deux terres en tant que membre mineur du Syndicat du Crime sous le commandement de Superwoman .
- Une incarnation de Michael Holt dans une réalité alternative apparaît dans La Ligue des justiciers : Dieux et monstres, avec la voix d'Arif S. Kinchen.
- L'incarnation de Michael Holt de Mister Terrific apparaît dans Justice League vs. the Fatal Five, avec la voix de Kevin Michael Richardson[7].
- L'incarnation de Michael Holt de Mister Terrific apparaît dans Injustice, doublée par Edwin Hodge[8].
- L'incarnation de Michael Holt de Mister Terrific apparaît dans Justice League: Crisis on Infinite Earths – Part One, interprétée par Ato Essandoh[9].
- L'incarnation de Michael Holt de Mister Terrific apparaît dans Superman, interprété par Edi Gathegi[10].

### Jeux vidéo
- L'incarnation de Michael Holt de Mister Terrific fait une apparition dans Injustice : Les dieux sont parmi nous via la scène Watchtower .
- L'incarnation de Curtis Holt de Mister Terrific apparaît comme un personnage jouable dans Lego DC Super-Vilains via le pack DLC « DC TV Super-Heroes ».

### Divers
Michael Holt apparaît dans Smallville Saison 11 : Chaos #3.

### Marchandises
- La version Michael Holt de Mister Terrific a eu sa figurine dans la gamme DC Universe Classics.
- La version Michael Holt de Mister Terrific a eu sa figurine de la gamme Justice League Unlimited, exclusive à Target.